# Brassaiopsis variabilis
Brassaiopsis variabilis är en araliaväxtart som beskrevs av C.B.Shang. Brassaiopsis variabilis ingår i släktet Brassaiopsis och familjen Araliaceae. Inga underarter finns listade.